# 多布羅埃什蒂鄉

多布羅埃什蒂鄉（羅馬尼亞語：Comuna Dobroești, Ilfov），是羅馬尼亞的鄉份，位於該國南部，由伊爾福夫縣負責管轄，面積11平方公里，2007年人口6,493，人口密度每平方公里574人，約九成居民信奉東正教。